# البطولة الوطنية الرواندية الممتازة 2016-17
البطولة الوطنية الرواندية الممتازة 2016-17 هو موسم من البطولة الوطنية الرواندية الممتازة. كان عدد الأندية المشاركة فيه 16، وفاز فيه نادي رايون سبورتس.